# Ancien cimetière de Villeneuve-la-Garenne
L'Ancien cimetière de Villeneuve-la-Garenne est un cimetière communal se trouvant 92 avenue de Verdun à Villeneuve-la-Garenne dans les Hauts-de-Seine.

## Histoire
Ce cimetière est le fruit d'un don testamentaire fait en 1909 par Mlle Françoise-Marie-Claudine-Élisabeth Dupont du Chambon. Cette demoiselle rentière, née en 1835 et décédée à Gennevilliers le 10 février 1909, légua au hameau de Villeneuve-la-Garenne, à condition qu'il soit érigé en commune, la somme de 100 000 francs pour l'acquisition d'un terrain en vue d'y établir un cimetière. Les premières inhumations eurent lieu en 1930.
Mademoiselle Dupont du Chambon, au titre de sa générosité, bénéficie d'une concession perpétuelle gratuite à titre d'hommage public où ses restes reviennent le 5 octobre 1931. Elle offrit de plus à la ville le bâtiment de sa première mairie. Une rue de la ville porte son nom.
Depuis sa création en 1929, la ville de Villeneuve-la-Garenne est adhérente au SIFUREP (Syndicat Intercommunal Funéraire en Région Parisienne).

## Situation
À la création du cimetière, fut érigé un obélisque rendant hommage aux soldats morts pendant la Première Guerre mondiale, point de ralliement des cérémonies en l'honneur de la Patrie.
Y fut adjoint, en 1953, un mémorial constitué de douze plaques de granit disposées en arc de cercle, déroulant la longue liste des habitants de la commune, morts pour la France.
Le cimetière de Villeneuve-la-Garenne possède de plus un carré militaire de dimension modeste, comprenant vingt tombes individuelles.
Outre cela, le cimetière comporte trois caveaux provisoires.
L'ancien cimetière comporte 1183 concessions :
| Carré | Concessions |
| ----- | ----------- |
| A     | 83          |
| B     | 85          |
| C     | 101         |
| D     | 163         |
| E     | 107         |
| F     | 115         |
| G     | 63          |
| H     | 99          |
| I     | 64          |
| J     | 106         |
| K     | 97          |
| L     | 31          |
| M     | 25          |
| N     | 27          |
| O     | 17          |

## Cérémonies Commémoratives
- Chaque dernier dimanche d'avril – Anniversaire de la libération des camps de concentration.
- Chaque 8 mai – Anniversaire de la victoire du 8 mai 1945.
- Chaque 11 novembre – Commémoration de l'armistice du 11 novembre 1918.
- Chaque 5 décembre – Journée nationale d'hommage aux morts pour la France pendant la guerre d'Algérie, les combats du Maroc et de la Tunisie.

## Personnalités inhumées
- Mademoiselle Françoise Dupont du Chambon (1835-1909) – Bienfaitrice de la ville de Villeneuve-la-Garenne.
- Monsieur Homère Robert (décédé en 1934) – Maire de Villeneuve-la-Garenne de mai 1929 à 1934[7]. Son nom a été donné à une rue de Villeneuve.
- Monsieur Edmond-Achille Rarchaert (1880-1943) – Maire de Villeneuve-la-Garenne de 1934 à 1935. Une rue de la ville porte son nom.
- Monsieur Fernand Schwartz (décédé en 1975) – Maire de Villeneuve-la-Garenne de 1935 à 1945. Le gymnase Fernand-Schwartz honore sa mémoire.
- Monsieur Lucien Georges (1890-1955) – Maire de Villeneuve-la-Garenne d'octobre 1947 à mai 1953.
- Monsieur Roger Prévot (1914-1999) – Maire de Villeneuve-la-Garenne de mai 1953 jusqu'au 6 octobre 1999. (Décédé en fonction[8],[9])